# Ferdinand Pantz

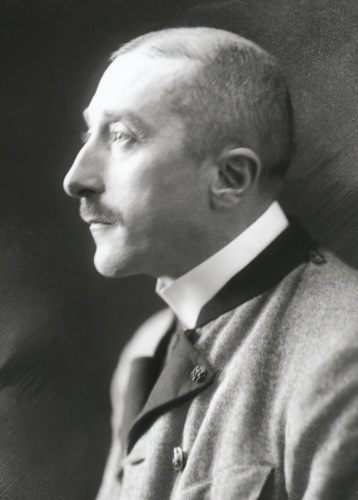
Ferdinand Pantz

Ferdinand Reichsritter von Pantz, ab 1917 Freiherr von Pantz, nach dem Adelsaufhebungsgesetz ab 1919 Ferdinand Pantz (* 12. Oktober 1868 in Eibiswald, Steiermark; † 15. März 1933 in Wien), war ein österreichischer Politiker, zunächst der Christlichsozialen Partei, ab 1913 der von ihm geführten christlich-nationalen Partei Deutsches Zentrum. Er war von 1907 bis 1918 Abgeordneter zum österreichischen Reichsrat und 1918/19 Mitglied der Provisorischen Nationalversammlung für Deutschösterreich.

## Ausbildung und Beruf
Ferdinand von Pantz war ein Sohn des Montaningenieurs Ferdinand Reichsritter von Pantz († 1905) und der jüngere Bruder des Beamten und Genealogen Anton von Pantz. Nach dem Besuch der Volksschule absolvierte er das Theresianum in Wien. Danach studierte er von 1888 bis 1893 an der Universität Wien Jus. Anschließend trat er in den Staatsdienst, zunächst als Konzeptspraktikant an der niederösterreichischen Statthalterei in Wien. 1898 wurde er Konzipist und diente in den Folgejahren in verschiedenen Bezirkshauptmannschaften Niederösterreichs, zuletzt ab 1902 als Bezirkskommissär in Mödling. 
Als er 1905 Besitzer des Guts Sonnhof im steirischen Stainach (Bezirk Gröbming) wurde, ließ sich Pantz vom Staatsdienst beurlauben und trat im Jahr darauf außer Dienst. Er war von 1905 bis 1909 Mitarbeiter der Österreichischen Zentralstelle zur Wahrung der land- und forstwirtschaftlichen Interessen in Wien und verfasste agrarische Schriften sowie Aufsätze. Ab Jänner 1914 gab er das in Wien erscheinende Wochenblatt Deutsche Zeitung. Organ der Österreichischen Partei Deutsches Zentrum heraus.
Er war ab 1912 Ehrenmitglied der katholischen Studentenverbindung KÖStV Rudolfina Wien.

## Politische Karriere
Als Vertreter des Wahlbezirks Steiermark 14 (Gerichtsbezirk Liezen, Rottenmann, Irdning, Aussee, Gröbming, Schladming, Oberzeiring und Oberwölz) wurde Pantz 1907 ins Abgeordnetenhaus des österreichischen Reichsrates gewählt. Dort saß er zunächst in der Christlichsoziale Vereinigung. 
Nach seiner Wiederwahl als Abgeordneter 1911 war er ab Juli 1912 nur mehr Hospitant im Klub der Christlichsozialen Vereinigung, den er im Dezember desselben Jahres ganz verließ. Im Jänner 1913 gründete er den Klub der unabhängigen christlichen Volkspartei der Deutschen Österreichs, der sich im Mai desselben Jahres in Deutsches Zentrum umbenannte und dessen Obmann Pantz war. Die XII. Legislaturperiode wurde wegen des Ersten Weltkriegs bis 1918 verlängert. Die Abgeordneten des Deutschen Zentrums gehörten von September 1916 bis Oktober 1917 zur Deutschen Arbeitsgemeinschaft, deren Vorstand Pantz angehörte und die wiederum ein Teil des Deutschen Nationalverbands war. Nach dessen Auflösung war er erneut Klubobmann des Deutschen Zentrums, das im Oktober 1918 in der Deutschösterreichischen Unabhängigkeitspartei aufging. 
Im Zuge des Zerfalls des Habsburgerreiches bildeten die deutschsprachigen Reichsratsabgeordneten am 21. Oktober 1918 eine Provisorische Nationalversammlung für Deutschösterreich, die bis zum 16. Februar 1919 tagte. Dort saß Pantz im Verband der deutschnationalen Parteien (DnP). Die von Pantz geführte Deutschösterreichische Unabhängigkeitspartei nannte sich im November 1918 in Nationaldemokratische Partei um.